# Факултет Дар ел Улум
Факултет Дар ел Улум (арап. دار العلوم) је образовна институција осмишљена да образује студенте са исламским и модерним средњим образовањем. 

## Историјат
Основан је 1871. године, а од 1946. је инкорпориран као факултет Универзитета у Каиру, познат под називом Факултет Дар ал Улум  (كلية دار العلوم, Kulliyyat Dār al-ʿUlūm).
Садржи шест смерова основних, мастер и докторских студија из исламских студија, арапског језика и филозофије. Већина дипломаца ради као наставници након што стекну потребну диплому Факултета за образовање.

## Познати бивши студенти
- Хасан ал Бана (1906—1949): египатски исламски теоретичар и политичар
- Фарук Шуша (1936—2016): египатски песник и писац
- Абдул Азим ел Диб (1929—2010): египатски исламски научник
- Сајид Кутб (1906—1966): египатски аутор, просветни радник, исламски теоретичар, песник и водећи члан египатског Муслиманског братства 1950-их и 1960-их
- Мухамед ел Лабани (рођен 1970): египатски аутор, песник и истраживач